# Libáň
Libáň (německy Liban) je město v okrese Jičín v Královéhradeckém kraji. Žije v něm přibližně 1 900 obyvatel.

## Historie
První písemná zmínka o městečku pochází z testamentu Arnošta ze Staré z prosince roku 1340, kdy se nazývá Civitas Luyban. Roku 1384 se uvádí ve dvorských deskách jako opidum Liban se svými lesy a mlýny, tehdy již měl kostel.

## Obyvatelstvo
| Rok            | 1869  | 1880  | 1890  | 1900  | 1910  | 1921  | 1930  | 1950  | 1961  | 1970  | 1980  | 1991  | 2001  | 2011  | 2021  |
| -------------- | ----- | ----- | ----- | ----- | ----- | ----- | ----- | ----- | ----- | ----- | ----- | ----- | ----- | ----- | ----- |
| Počet obyvatel | 2 746 | 2 936 | 3 106 | 3 029 | 3 033 | 3 080 | 3 100 | 2 483 | 2 353 | 2 043 | 1 896 | 1 693 | 1 696 | 1 666 | 1 850 |
| Počet domů     | 433   | 453   | 476   | 509   | 561   | 602   | 690   | 734   | 655   | 626   | 604   | 713   | 727   | 763   | 734   |

## Městská správa

### Části města
- Kozodírky
- Křešice
- Libáň
- Psinice
- Zliv

Od 1. ledna 1975 do 23. listopadu 1990 k městu patřily i Sedliště, od 1. ledna 1975 do 31. prosince 1992 Staré Hrady a od 1. ledna 1989 do 28. února 1990 také Údrnice.

### Městské symboly
Znak města je historický, vlajka byla městu udělena rozhodnutím předsedy Poslanecké sněmovny Parlamentu České republiky dne 22. ledna 2001.

## Pamětihodnosti
- Kostel svatého Ducha založili pravděpodobně páni z Pardubic koncem 14. století, v letech 1755–1757 byl nahrazen pozdně barokní stavbou, kterou navrhl buď František Ignác Prée nebo Ignác Palliardi[10]
- Socha svatého Josefa z roku 1873
- Socha Ecce Homo
- Socha Panny Marie Immaculaty
- Socha svatého Jana Nepomuckého
- Pomník Karla Havlíčka Borovského
- Pomník Mistra Jana Husa na náměstí od Ladislava Šalouna z roku 1925[11]
- Fara
- Na svahu nad městečkem roste památná borovice lesní – Libáňská borovice

## Osobnosti
- Josef Emler (1836–1899), profesor, historik, archivář
- Miloš Frýba (1945–2010), hlasatel a režisér
- Vladimír Silovský (1891–1974), malíř

## Fotogalerie

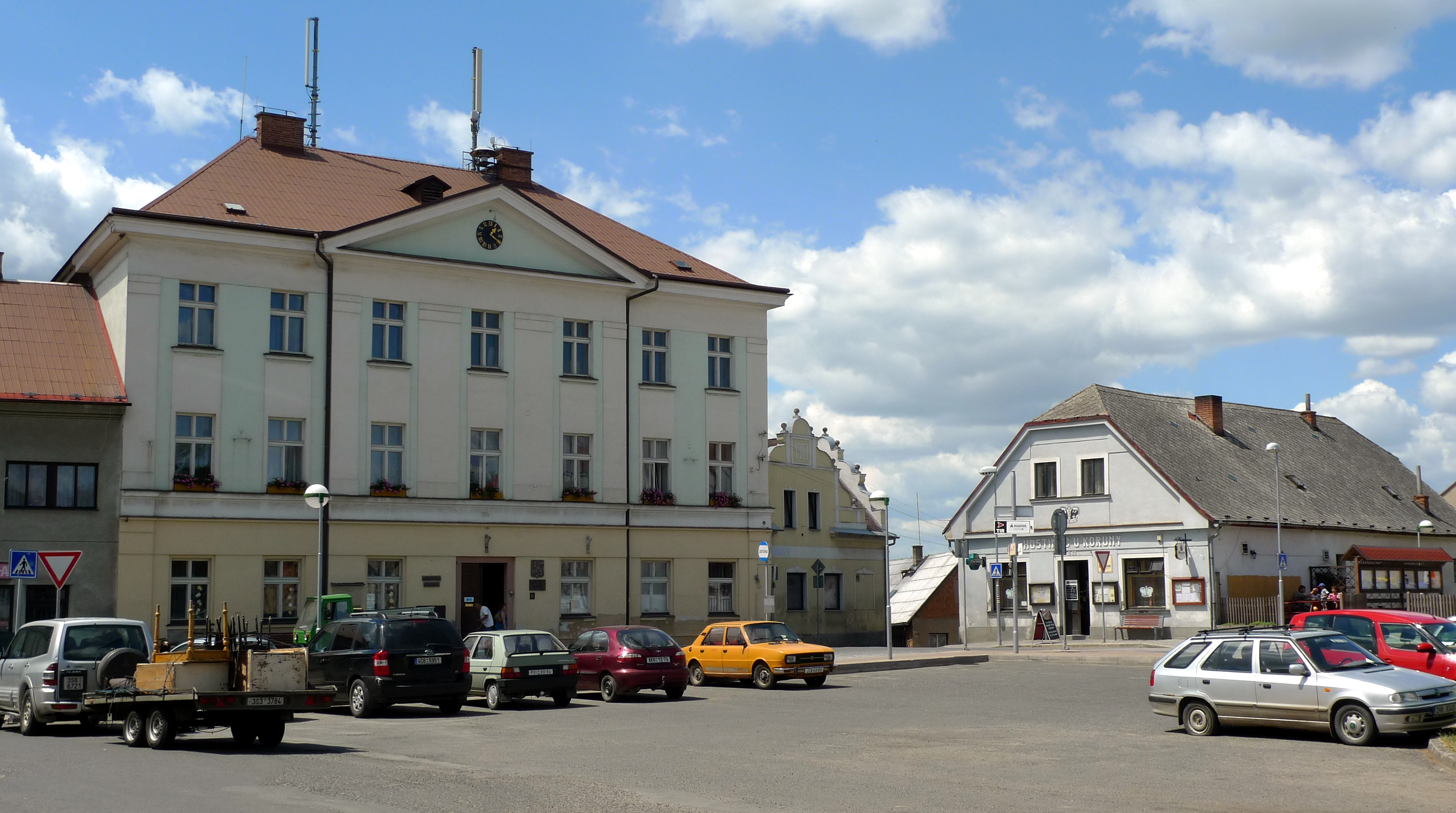
Radnice v Libáni
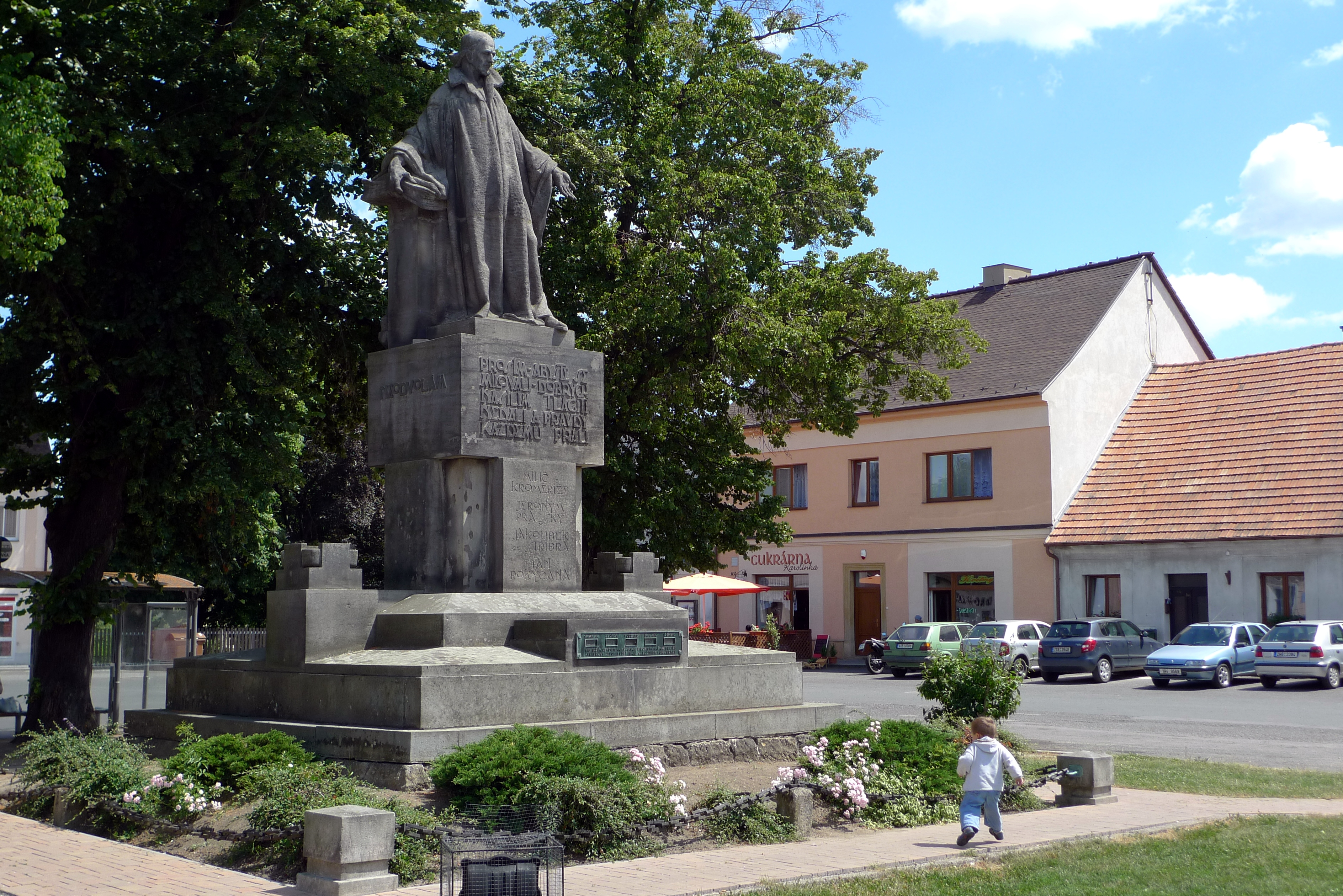
Pomník Jana Husa na náměstí
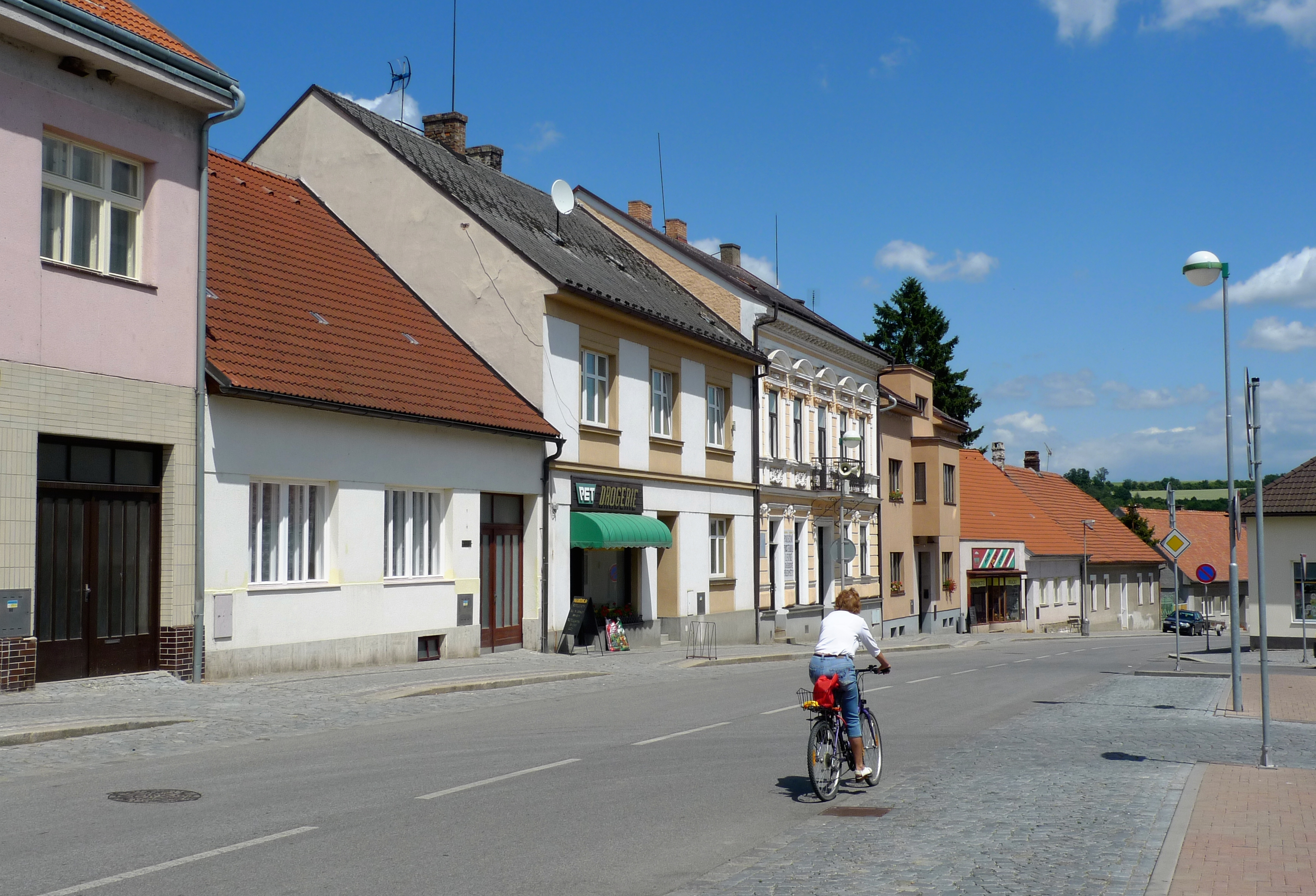
Náměstí v Libáni
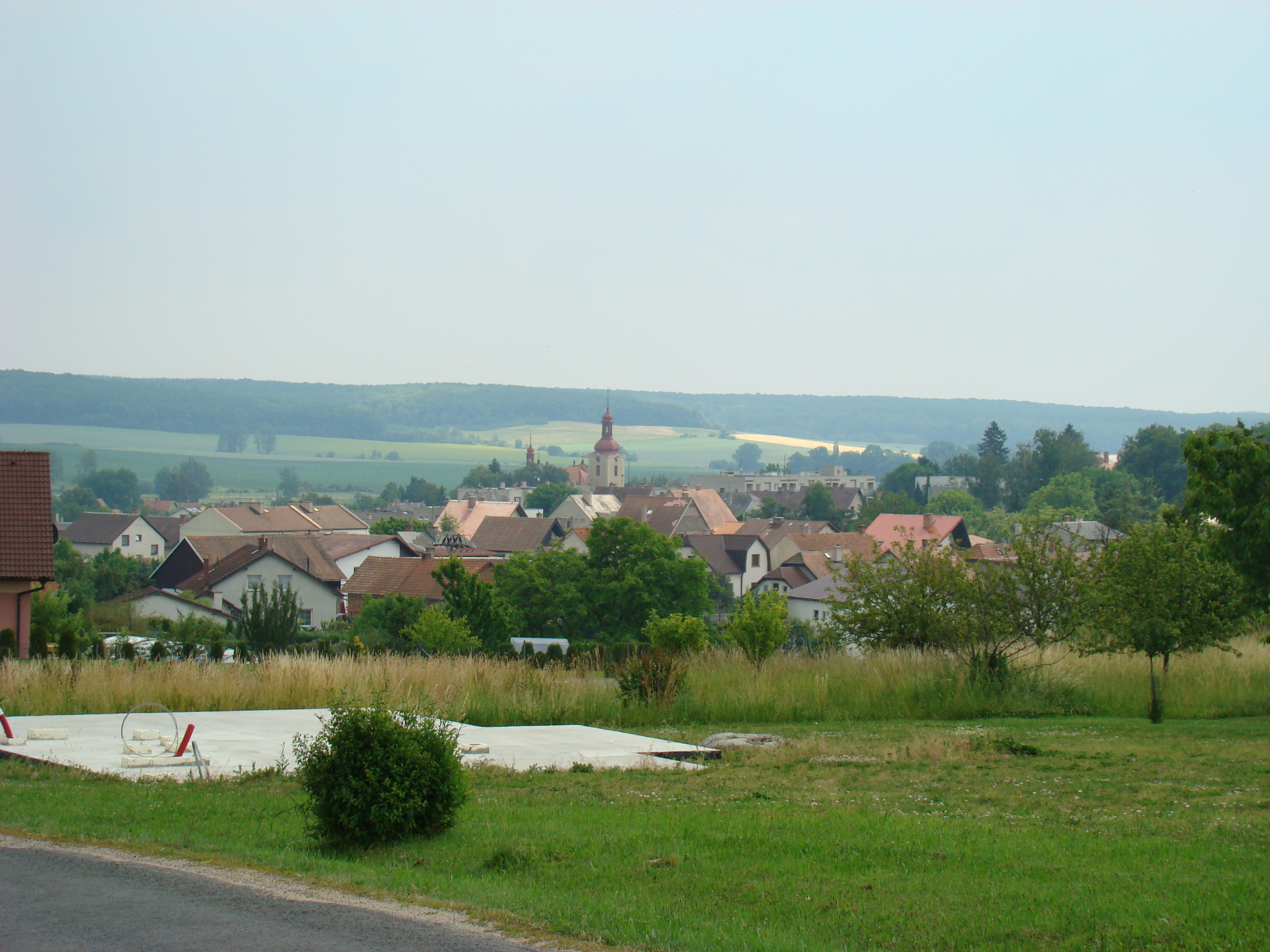
Panoráma městečka s kostelem